# Tachina brevipalpis
Tachina brevipalpis là một loài ruồi trong họ Tachinidae.